# 奧列格 (大米海利夫卡區)
46°55′32″N 29°44′46″E / 46.92556°N 29.74611°E
奧萊赫（烏克蘭語：Олег）是位於烏克蘭西南部的村莊，由敖德萨州羅茲季利納區的大普洛斯凱市鎮負責管轄。該村始建於1920年，面積0.13平方公里，海拔高度146米，2001年人口35，人口密度每平方公里269.23人。